# Parque Natural de Sintra-Cascais
O Parque Natural de Sintra-Cascais é um parque natural localizado em Portugal. Estende-se desde a foz do rio Falcão, limite norte do concelho de Sintra, até à zona da Guia, em Cascais incluindo a Serra de Sintra. Está inserido na região ocidental da Terra Saloia e no quadrante norte-ocidental da Área Metropolitana de Lisboa. Divide-se em duas zonas distintas: a zona agrícola com vista a produzir fruta e vinho, e a zona costeira, com praias, falésias e dunas. 
No parque encontra-se uma floresta primitiva com quase todas as espécies de Quercus, entre elas o carvalho-roble e o carvalho-negral. Encontram-se também eucalipto, pinheiro-bravo, choupo, salgueiro e acácia. 
Em termos de fauna, o parque tem aves de rapina como o falcão-peregrino, a coruja-das-torres, o gavião, o açor e a águia-de-bonelli. Encontram-se também aves marítimas como gaivotas e pardelas. 
Dos répteis e anfíbios fazem parte a salamandra-de-pintas-amarelas, o sapo-parteiro, a víbora-cornuda e o tritão-de-ventre-laranja. Encontram-se mamíferos como raposas, toupeiras e ouriços.
Em 2025 a depressão Martinho foi responsável pela queda de cerca de 100 mil árvores afetando 280 hectares de paisagem protegida.